# Can Vinyoles (la Cellera de Ter)
Can Vinyoles és una masia de la Cellera de Ter (Selva) inclosa a l'Inventari del Patrimoni Arquitectònic de Catalunya.

## Descripció
Es tracta d'una masia de planta rectangular que consta de dues plantes i golfes, coberta amb una teulada a dues aigües de vessants a façana. El coronament ha estat resolt amb un ràfec sustentat per cairats de fusta, aplicat als extrems, ja que al centre no experimenta una aplicació física. Un ràfec que es troba en una situació preocupant, en un estat avançat de deteriorament i corrosió.
A la planta baixa destaca el portal quadrangular d'accés, amb les impostes retallades en forma de quart de cercle i coronat amb una llinda de fusta bastant erosionada.
Al primer pis trobem dues obertures de tipologia similar, és a dir: dues finestres amb permòdols i amb una creu gravada a la llinda. Es diferencien únicament en la mida.
Pel que fa al segon pis, segurament faria la funció de golfes i s'ha projectat en la façana en una sèrie d'obertures irrellevants que no han rebut cap treball singular, sinó que simplement han estat resoltes amb rajola.
Unes golfes que respondrien de ben segur a unes reformes més tardanes, com també les dues construccions que flanquegen, a banda i banda, la masia primigènia. Així, a la dreta trobem un habitatge de factura relativament moderna i a l'esquerra una construcció que temps anterior estava relacionada amb les tasques agrícoles però sobretot ramaderes, funcionant com a corral.
Pel que fa als materials utilitzats, hi predomina la pedra, concretament els còdols de riu sense desbastar i treballar. Tanmateix, trobem una altra variant de pedra, la pedra sorrenca localitzada específicament en els brancals o muntants tant del portal d'accés com de les dues finestres del primer pis.
Davant de la masia es poden contemplar les restes vivents de l'era i un paller, que es troba en bastant mal estat, ja que la teulada està parcialment esfondrada.

## Història
Les masies de la Cellera de Ter es poden classificar en tres grups. Per les seves característiques intrínseques, la masia de Can Vinyoles s'enquadraria dins d'un segon grup, el més nombrós. Aquest segon grup correspon als masos que presenten unes reformes i ampliacions que van des de la darreria del 1500 a les acaballes del 1600. És l'època de les grans portalades dovellades, dels finestrals gòtics lobulats i de les finestres senzilles i renaixentistes sense decoració.
Altres masies d'aquest segon grup són: can Pixarrelles, can Vinyoles, can Carreres, la Ruira i can Ribes. Becdejú, Rauriques i can Puig són tres exemples de masies amb alguna mena de fortificació.